# Herkauwers
Herkauwers (onderorde Ruminantia van orde Artiodactyla, evenhoevigen) zijn herbivoren die tijdens de spijsvertering het ingenomen voedsel, nadat het in de maag is geweest, nogmaals in de mond kauwen. Ze vormen de grootste onderorde van de evenhoevigen, met zo'n 200 soorten in meer dan 60 geslachten.
Voorbeelden van herkauwers zijn: de geit, het schaap, het rund, de antilope, het hert en de giraffe.

## Anatomische kenmerken
- Vier magen om het moeilijk verteerbare voedsel optimaal te kunnen gebruiken.
- Geen snijtanden in de bovenkaak.
- Een lang diasteem (tandvrije ruimte tussen snijtanden en maalkiezen).
- Snijtand-achtige onderhoektanden.
- Tot een kanonbeen gefuseerde metapodia (homoloog aan de middenvoetsbeentjes en middenhandsbeentjes bij de mens).

Hoewel kamelen (onderorde Tylopoda, familie Camelidae) ook herkauwen, vallen ze niet onder de Ruminantia, omdat ze 'maar' drie magen hebben, een gespleten bovenlip en een snijtand in de bovenkaak.

## Spijsvertering
Herkauwers hebben vier zogeheten "magen": de pens, de netmaag, de boekmaag en de lebmaag. De eerste drie zijn voormagen, de lebmaag is de echte maag. Een herkauwer kauwt het eten eerst oppervlakkig, waarna het in de netmaag en de pens terechtkomt. Dit vertraagt de passage van het voedsel door het maag-darmkanaal, waardoor het voedsel in de netmaag/pens tijd krijgt om langer 'voor te verteren'. In de netmaag en pens leven symbiotische bacteriën, die de (voor zoogdieren normaal gesproken niet goed verteerbare) cellulose uit de celwanden van planten afbreken tot glucose. Hierdoor komt een belangrijke hoeveelheid chemische energie in het voedsel, die anders niet zou worden benut, toch deels voor de herkauwer ter beschikking. De gevormde glucose wordt door de bacteriën zelf gebruikt; ze produceren daarbij vluchtige vetzuren en eiwitten die de koe opneemt en gebruikt. De dubbele bindingen in de speciale vetzuren van herkauwers zijn vaak geconjugeerd en hebben een cis-trans-configuratie. Zie ook: geconjugeerd linolzuur (CLA).
Na 20 tot 45 minuten gaan het grofvezelige materiaal als spijsbrokken terug naar de mond, waar het fijngemalen en vermengd wordt met speeksel. Dit duurt 50 tot 70 seconden per spijsbrok. Bij terugkeer in de magen gaan de fijndelige materialen via de netmaag naar de boekmaag. De netmaag heeft aan de binnenzijde een netvormige structuur, de boekmaag heeft aan de binnenzijde bladen zoals in een boek. Tussen de bladen van de boekmaag worden de spijsbrokken uitgeperst. Deze vloeistof gaat als eerste naar de lebmaag, waarna langzaam het spijsbrok volgt. De maagsappen werken hier op de voedselbrij in voor de verdere vertering.
Vloeibaar voedsel, dat niet herkauwd wordt, gaat direct naar de lebmaag. Omdat jonge dieren alleen melk drinken voor hun voedselvoorziening, hebben ze een grote lebmaag, die 75 tot 80% van de totale maaginhoud beslaat. De eerste drie magen worden nog niet gebruikt en zijn nog niet uitgegroeid. Langzaam worden deze drie magen groter en kan het jonge dier wat vast voedsel gaan eten. Uiteindelijk is de pens uitgegroeid tot ongeveer 75% van de totale maaginhoud.

### Methaanuitstoot
Boeren en winden van herkauwers zijn rijk aan methaangas. Dit gas wordt gevormd door de zuurstofloze vertering (gisting) van het voedsel door anaerobe, symbiotische bacteriën in de voormagen van de gastheer.

## Taxonomie
- Familie Tragulidae (dwergherten)
- Familie Moschidae (muskusherten)
- Familie Cervidae (hertachtigen zoals edelhert, rendier, ree en eland)
- Familie Giraffidae (zoals giraffe en okapi)
- Familie Antilocapridae (gaffelantilopen)
- Familie Bovidae (holhoornigen zoals rund, geit, schaap, gems en verscheidene antilopen)